# Cyrtopodion kirmanense
Cyrtopodion kirmanense är en ödleart som beskrevs av  Alexander Nikolsky 1900. Cyrtopodion kirmanense ingår i släktet Cyrtopodion och familjen geckoödlor. IUCN kategoriserar arten globalt som livskraftig. Inga underarter finns listade i Catalogue of Life.